# Collin Benjamin
Pour les articles homonymes, voir Benjamin.
Collin Benjamin, né le 3 août 1978 à Windhoek, est un joueur de football international namibien. Il évolue au poste de milieu de terrain.
Il a passé presque toute sa carrière au Hambourg SV.
Il a participé à la Coupe d'Afrique des nations 2008 avec l'équipe de Namibie.

## Palmarès
- Hambourg SV
  - Vainqueur de la Coupe de la Ligue d'Allemagne en 2003.
  - Vainqueur de la Coupe Intertoto en 2005 et 2007.